# Haematorithra
Haematorithra là một chi bướm đêm thuộc họ Geometridae.